# Indisk svart sköldpadda
Indisk svart sköldpadda (Melanochelys trijuga) är en sköldpaddsart som beskrevs av  August Friedrich Schweigger 1812. Arten ingår i släktet Melanochelys och familjen Geoemydidae. IUCN kategoriserar den indiska svarta sköldpaddan globalt som Livskraftig.

## Underarter
Arten delas in i följande underarter:
- M. t. trijuga
- M. t. coronata
- M. t. edeniana
- M. t. indopeninsularis
- M. t. parkeri
- M. t. thermalis
- M. t. wiroti

## Utbredning
Den indiska svarta sköldpaddan återfinns i Indien, norra Bangladesh, centrala Myanmar, Sri Lanka, på Maldiverna Chagosöarna och i Nepal.